# Liste der Abgeordneten zum Burgenländischen Landtag (XVI. Gesetzgebungsperiode)
Diese Liste der Abgeordneten zum Burgenländischen Landtag listet alle Mitglieder des Burgenländischen Landtags in der XVI. Gesetzgebungsperiode auf. Die Gesetzgebungsperiode wurde am 18. Juli 1991 mit der Angelobung der Abgeordneten und der Wahl des Präsidiums eröffnet und endete nach 71 Sitzungen am 27. Juni 1996 mit der Angelobung des Landtags der XVII. Gesetzgebungsperiode. Nach der Landtagswahl am 23. Juni 1991 entfielen 17 von 36 Mandaten auf die Sozialdemokratische Partei Österreichs (SPÖ) und 15 Mandate auf die Österreichische Volkspartei (ÖVP) und 4 auf die Freiheitliche Partei Österreichs (FPÖ).
Dem Präsidium saß als 1. Landtagspräsident der ÖVP-Abgeordnete Wolfgang Dax vor. Die Funktion des 2. Landtagspräsidenten hatte zunächst Gerhard Frasz (SPÖ) bis 17. März 1993 inne, am 18. März 1993 wurde er von Johann Sipötz (SPÖ) abgelöst. 3. Landtagspräsident war Georg Puhm (SPÖ). Die Funktion des Schriftführers übten Edith Mühlgaszner und Helga Braunrath aus, Ordner waren Josef Bachmayer und Franz Glaser.
Während der Gesetzgebungsperiode kam es zu vier Wechseln unter den Landtagsabgeordneten. Insgesamt gehörten somit 40 verschiedene Personen dem Landtag während der XVI. Gesetzgebungsperiode an.
| Name                 | Fraktion | Anmerkung                               |
| -------------------- | -------- | --------------------------------------- |
| Bachmayer Josef      | SPÖ      |                                         |
| Berlakovich Nikolaus | ÖVP      |                                         |
| Bieler Helmut        | SPÖ      | ab 18. März 1993 für Josef Tauber       |
| Braunrath Helga      | ÖVP      |                                         |
| Dax Wolfgang         | ÖVP      |                                         |
| Ficker Elisabeth     | SPÖ      | ab 22. Juni 1995 für Gerhard Frasz      |
| Frasz Gerhard        | SPÖ      | bis 31. Mai 1995                        |
| Fuith Dieter         | SPÖ      |                                         |
| Glaser Franz         | ÖVP      |                                         |
| Gradwohl Werner      | ÖVP      |                                         |
| Grath Alois          | SPÖ      |                                         |
| Hahn Georg           | SPÖ      |                                         |
| Hofmann Klaus        | ÖVP      | ab 22. April 1993 für Gerhard Jellasitz |
| Jellasitz Gerhard    | ÖVP      | bis 22. April 1993                      |
| Kaplan Karl          | ÖVP      |                                         |
| Karassowitsch Erich  | FPÖ      | ab 10. November 1994 für Stefan Salzl   |
| Kogler Ernst         | SPÖ      |                                         |
| Konrath Karl         | SPÖ      |                                         |
| Korbatits Kurt       | ÖVP      |                                         |
| Kurz Ernst           | ÖVP      |                                         |
| Landl Lorenz         | ÖVP      |                                         |
| Loos Johann          | ÖVP      |                                         |
| Moser Manfred        | SPÖ      |                                         |
| Mühlgaszner Edith    | SPÖ      |                                         |
| Nehrer Martin        | ÖVP      |                                         |
| Nicka Eduard         | FPÖ      |                                         |
| Oswald Heribert      | ÖVP      |                                         |
| Prior Walter         | SPÖ      |                                         |
| Puhm Georg           | SPÖ      |                                         |
| Rauter Wolfgang      | FPÖ      |                                         |
| Rezar Peter          | SPÖ      |                                         |
| Salzl Stefan         | FPÖ      | bis 6. November 1994                    |
| Schranz Erwin        | ÖVP      |                                         |
| Sipötz Johann        | SPÖ      |                                         |
| Spieß Gertrude       | SPÖ      |                                         |
| Tauber Josef         | SPÖ      | bis 17. März 1993                       |
| Thomas Wilhelm       | ÖVP      |                                         |
| Wagner Gabriel       | FPÖ      |                                         |
| Wögerer Bruno        | SPÖ      |                                         |
| Zach Kurt            | SPÖ      |                                         |